# Crima din Orient Express (film din 2017)
Crima din Orient Expres este un film din 2017 regizat de Kenneth Branagh după un roman omonim de Agatha Christie.

## Distribuție
| Personaj                | Dublaj Engleză      |
| ----------------------- | ------------------- |
| Bouc                    | Tom Bateman         |
| Hercule Poirot          | Kenneth Branagh     |
| Pilar Estravados        | Penélope Cruz       |
| Gerhard Hardman         | Willem Dafoe        |
| Prințesa Dragomiroff    | Judi Dench          |
| Edward Rachett          | Johnny Depp         |
| Hector MacQueen         | Josh Gad            |
| Edward Masterman        | Derek Jacobi        |
| Dr.Arbuthnot            | Leslie Odom Jr.     |
| Caroline Hubbard        | Michelle Pfeiffer   |
| Mary Debenham           | Daisy Ridley        |
| Pierre Michel           | Marwan Kenzari      |
| Hildegarde Schmidt      | Olivia Colman       |
| Contesa Helena Andrenyi | Lucy Boynton        |
| Biniamino Marquez       | Manuel Garcia-Rulfo |
| Conte Rudolph Andrenyi  | Sergei Polunin      |